# Waben (Pas-de-Calais)
Waben ist eine französische Gemeinde mit 440 Einwohnern (Stand: 1. Januar 2022) im Département Pas-de-Calais in der Region Hauts-de-France in Nordfrankreich. Sie gehört zum Arrondissement Montreuil und zum Kanton Berck.

## Geografie
Waben liegt auf einer mittleren Höhe von 27 Metern über dem Meeresspiegel, 103 Kilometer südwestlich von Lille, dem Hauptort der Region Nord-Pas-de-Calais, und 5 Kilometer südöstlich vom Kantonshauptort Berck. Der Weiler La Madelon liegt an der Mündung des Authie in den Ärmelkanal am Südwestrand des Gemeindegebiets.

## Geschichte
In Waben wurden Artefakte aus dem 5. und 6. Jahrhundert entdeckt. Dazu gehört eine Fibel, eine Gürtelschnalle und verschiedene Gefäße aus Glas.
Im Mittelalter hatte Waben einen bedeutenden Handels- und Fischereihafen. Im Laufe der Jahrhunderte versandete der dieser jedoch. Er wird heute als Freizeithafen genutzt.
1793 erhielt Waben im Zuge der Französischen Revolution (1789–1799) den Status einer Gemeinde und wurde Hauptort eines Kantons. 1801 erhielt die Gemeinde durch die Verwaltungsreform unter Napoleon Bonaparte (1769–1821) das Recht auf kommunale Selbstverwaltung und wurde in den Kanton Montreuil eingegliedert, erst 1991 wurde sie dem damals neugebildeten Kanton Berck zugeteilt.

## Bevölkerungsentwicklung
| Jahr                      | 1962 | 1968 | 1975 | 1982 | 1990 | 1999 | 2007 |
| Einwohner                 | 234  | 234  | 235  | 266  | 294  | 327  | 386  |
| Quelle: Cassini und INSEE |      |      |      |      |      |      |      |

## Kultur und Sehenswürdigkeiten
Das Fischerboot la Marianne Toute Seule ist die Rekonstruktion eines speziellen historischen Typs normannischer Fischerboote, der Cordier genannt wird. Es wurde 1992 im Auftrag der Stadt Berck gebaut und gewann im gleichen Jahr einen Wettbewerb für Küstenboote in Brest. Das Boot ist 5,7 Meter lang, 2,7 Meter hoch und hat drei Segel mit insgesamt etwa 40 Quadratmetern Fläche. Von Mai bis August steht das Schiff für touristische, kulturelle und pädagogische Ausflüge zur Verfügung, dabei können jeweils 8 Personen teilnehmen.
In der Kirche Notre-Dame-de-la-Nativité befindet sich ein Taufbecken aus dem 16. Jahrhundert, das 1908 als Monument historique (‚historisches Denkmal‘) klassifiziert wurde.